# Румтек
Румте́к (тиб. རུམ་ཐེག་དགོན་པ་), также известный как «центр Дхармачакра» — тибетский буддийский монастырь, расположенный в 24 км от Гангтока, в индийском штате Сикким на высоте 1 500 м над уровнем моря.
Монастырь построен 9-м Кармапой Вангчук Дордже в XVI веке.
В 1959 году, прибыв в Сикким в качестве беженца из Тибета, 16-й Кармапа Рангджунг Ригпе Дордже обнаружил монастырь в руинах. Несмотря на предложения установить резиденцию в другом монастыре, Кармапа решил восстановить монастырь. С поддержкой индийского правительства и благодаря пожертвованиям королевской семьи Сиккима, монастырь был восстановлен. Взяв самые ценные священные реликвии из монастыря Цурпху, бывшей резиденции Кармапы в Тибете, Рангджунг Ригпе Дордже стал устанавливать систему школы Кагью. В день нового года по тибетскому календарю (Лосар) в 1966 году Кармапа официально въехал в свою резиденцию.
Нынешний монастырь является почти точной копией монастыря Цурпху в Тибете, который был разрушен во время вторжения китайцев в Тибет. В настоящее время Румтек является крупнейшим в Сиккиме, здесь монахи проводят ритуалы Кагью. Напротив монастыря располагается институт Карма Шри Наланд.
Румтек был одним из важнейших объектов в противостоянии сторонников двух претендентов на звание 17-го духовного лидера Карма Кагью — Ургьен Тринле Дордже и Тринле Тхае Дордже. В настоящий момент ни один из кандидатов не живёт в Румтеке. 
Монастырь является резиденцией главы традиции Кагьюпа тибетского буддизма, Гьялва Кармапы. Считается, что орден Кагью был основан переводчиком Марпой, учеником индийского йога Наропы в XI веке. В дальнейшем школа Кагьюпа разделилась на несколько течений, важнейшими из которых являются Друкпа Кагью и Карма Кагью. Шестнадцатый Кармапа построил этот монастырь в качестве своей резиденции, пытаясь сохранить традиционный стиль и характер его монастыря Цурпху в Тибете. Действующий, Семнадцатый Кармапа,  бежавший из Тибета в 1999 году, пока временно пребывает в Дхарамсале, и вероятно в скором будущем получит разрешение от индийских властей переехать в Румтек, построенный его предшественником.
В монастыре также изучают философию буддизма, поэтому здесь всегда людно, и у посетителей всегда есть возможность стать свидетелем различных церемоний, проходящих в храме монастыря. Сам же храм содержит уникальные произведения искусства – статуи, танка и настенные росписи. В Румтеке хранится знаменитая Чёрная Корона Кармапы, преподнесённая Пятому Кармапе китайским императором Чэн-цзу. С тех пор считается, что каждый увидевший Чёрную Корону, воплощение мудрости и сострадания великого Кармапы, никогда более не переродится в нижних мирах, будь то мир демонов, голодных духов (претов) или животных.
|  |  |  |